# Xeromphalina amara
Xeromphalina amara är en svampart som beskrevs av E. Horak & J. Peter 1964. Xeromphalina amara ingår i släktet Xeromphalina och familjen Mycenaceae.   Inga underarter finns listade i Catalogue of Life.